# 日本發條
日本發條株式會社是世界最大的发条制造厂之一，总公司在日本神奈川县横滨市。日本發條成立於1936年6月6日，簡稱「NHK」（Nippon Hatsujō Kabushiki-gaisha），比日本放送協會早使用「NHK」这个簡稱。

## 沿革
- 1936年6月6日，株式會社芝浦發條製作所（株式会社芝浦スプリング製作所）成立。
- 1939年，芝浦發條製作所改名為日本發條株式會社。
- 1954年，日本發條在東京證券交易所股票上市。